# Томаш Кушчак
То̀маш Миро̀слав Ку̀шчак (на полски: Tomasz Mirosław Kuszczak) е полски футболен вратар, играч на ФК Бирмингам Сити.
Той е роден на 20 март 1982 г. в град Кросно Одренско. През 2000 г. Кушчак се присъединява към отбора на Херта Берлин. През 2004 г. той е привлечен от Гари Мегсън в Уест Бромич Албиън. През 2006 г. полякът преминава в Манчестър Юнайтед. На „Олд Трафорд“ вратарят не успява да се пребори с конкуренцията на Едвин ван дер Сар и за първите си три сезона при „Червените дяволи“ записва само 19 мача във Висшата лига.
Изиграва над 50 мача за „Червените дяволи“. През сезон 2010/11 играе под наем в Уотфорд. На 20 юни 2012 г. преминава в Брайтън & Хоув Албиън със свободен трансфер. 